# Puerto Limón
Puerto Limón ist die Hauptstadt der gleichnamigen Provinz Limón in Costa Rica.
Puerto Limón ist der Haupthafen des Landes an der Karibikküste und hat rund 61.000 Einwohner, meist afrikanischer Abstammung. Ursprünglich aus Jamaika wurden diese Arbeiter im späten 19. Jahrhundert hergebracht, um die Eisenbahnlinie von San José nach Puerto Limón zu bauen. Die Bahnlinie ließ den Export des Landes, speziell die Bananenausfuhr rapide wachsen. Bis die Linie stillgelegt wurde, war die Stadt der Haupthafen Costa Ricas. Die Bananenplantagen bilden in der Provinz Limón einen starken Wirtschaftsfaktor. Im Norden der Stadt beginnt der Tortuguero-Kanal, der sich hinter der Küste etwa 200 km weit bis Nicaragua zieht und viele Flüsse und Wasserläufe miteinander verbindet. Hier werden Bootstouren angeboten, auf denen man die heimische Flora und Fauna gut beobachten und fotografieren kann.
An der Küste direkt südlich der Stadt liegt der Flughafen Puerto Limón.

## Geschichte

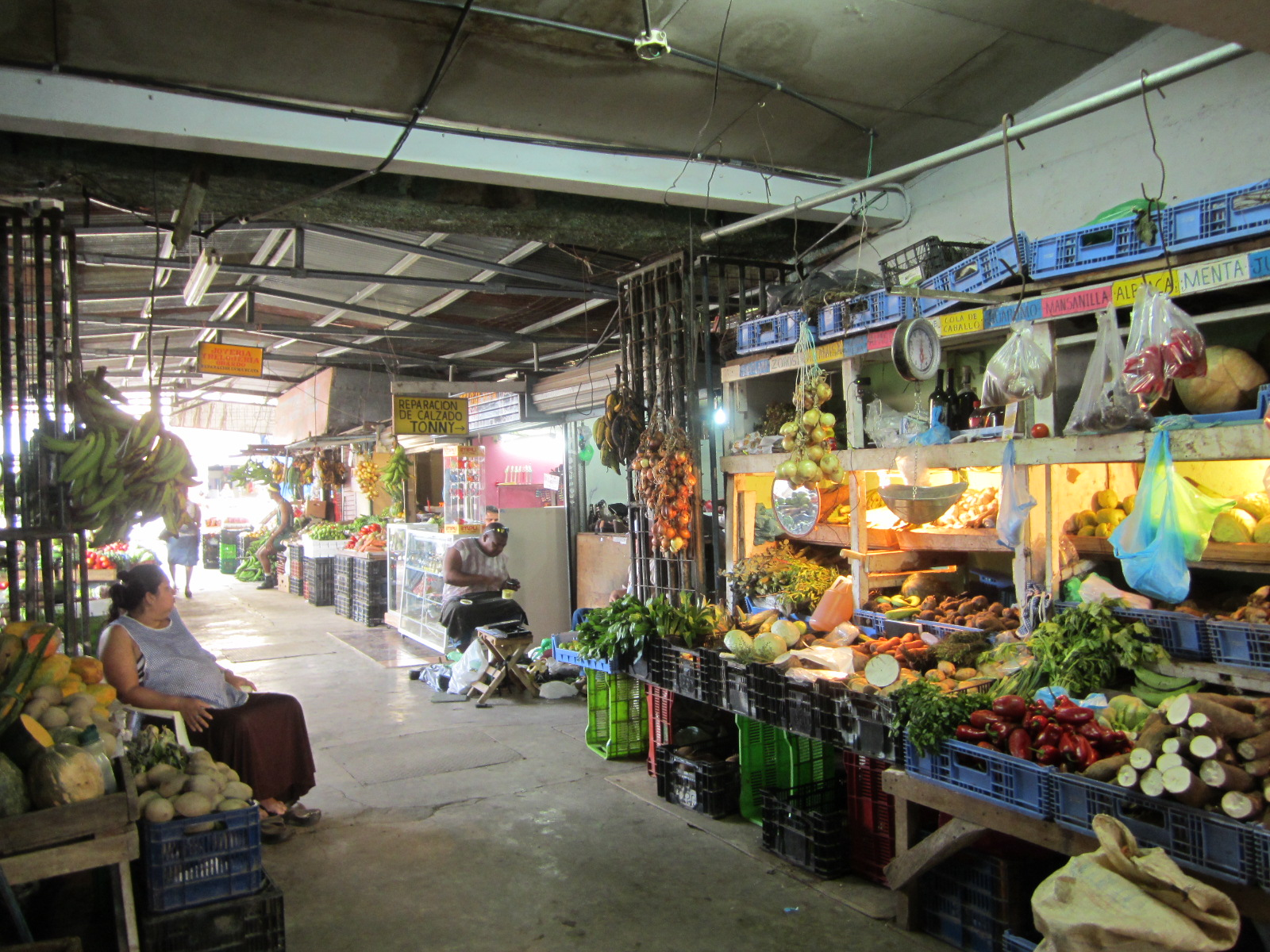
Gedeckter Markt in Puerto Limón

1502 landete Christoph Kolumbus hier während seiner vierten Reise. Jedes Jahr im Herbst findet in Erinnerung daran ein großer Jahrmarkt mit einem Umzug von Steeldrum-Gruppen statt, zu dem auch ausländische Touristen kommen.
Puerto Limón wurde offiziell 1854 von Philipp J. J. Valentini mit Unterstützung der Regierung gegründet.
Im Jahr 1921 wurde das römisch-katholische Apostolische Vikariat Limón errichtet, das 1994 zum Bistum Limón erhoben wurde.

### Zweiter Weltkrieg

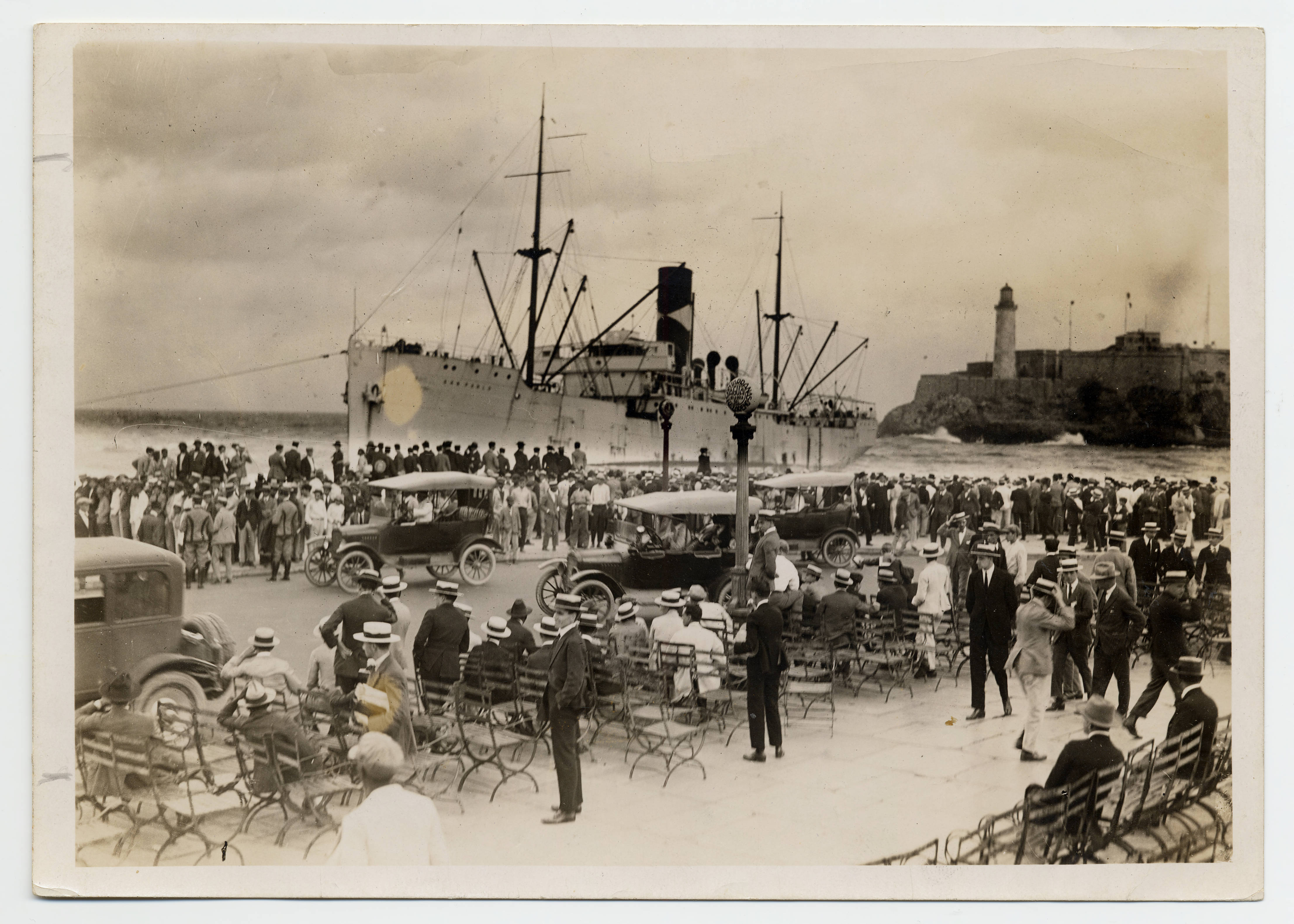
United fruit steamer „San Pablo“ on rocks at entrance to Havana Harbor

Am 2. Juli 1942 führte das deutsche U-Boot U 161 auf den im Hafen liegenden US-amerikanischen Bananenfrachter San Pablo einen Torpedoangriff durch. Da die San Pablo gerade beladen wurde, waren die Schotten geöffnet und das Schiff sank unmittelbar darauf auf den Hafengrund. Bei dem Angriff kamen 24 Personen ums Leben; 23 Stauer und ein Besatzungsmitglied. Die San Pablo lief Puerto Limón regelmäßig im Liniendienst an.
Der Angriff führte zu Protesten und Unruhen in der Hauptstadt San José, wo Gebäude deutscher, italienischer und spanischer Residenten von Demonstranten angegriffen wurden. Die Regierung untersagte daraufhin weitere Demonstrationen. Der Angriff auf die San Pablo war die einzige Kriegshandlung des Weltkriegs, von der Costa Rica direkt betroffen war.

## Städtepartnerschaften
- East Point (Georgia), USA

## Söhne und Töchter der Stadt
- Juan Cayasso Reid (* 1961), Fußballspieler
- Jervis Drummond (* 1976), Fußballspieler
- Patrick Pemberton (* 1982), Fußballspieler
- Sharolyn Scott (* 1983), Leichtathletin
- Nery Brenes (* 1985), Sprinter
- Kenny Cunningham (* 1985), Fußballspieler
- Dennis Marshall (1985–2011), Fußballspieler
- Jairo Mora Sandoval (1987–2013), Biologe, Umweltaktivist und Tierschützer
- Waylon Francis (* 1990), Fußballspieler
- Yeltsin Tejeda (* 1992), Fußballspieler
- Mayron George (* 1993), Fußballspieler
- Keysher Fuller (* 1994), Fußballspieler
- Patrick Sequeira (* 1999), Fußballspieler
- Gerald Taylor (* 2001), Fußballspieler
- Roan Wilson (* 2002), Fußballspieler

## Klima
Die Jahresdurchschnittstemperatur beträgt 31 °C, die Luftfeuchtigkeit im Schnitt 85 %. Es regnet zwischen 2600 und 4800 mm im Jahr.
|                       | Jan  | Feb  | Mär  | Apr  | Mai  | Jun  | Jul  | Aug  | Sep  | Okt  | Nov  | Dez  |   |      |
| Mittl. Tagesmax. (°C) | 29,5 | 29,7 | 30,2 | 30,6 | 30,9 | 30,5 | 29,8 | 30,2 | 29,7 | 30,6 | 29,8 | 29,5 | ⌀ | 30,1 |
| Mittl. Tagesmin. (°C) | 20,3 | 20,3 | 20,9 | 21,6 | 22,2 | 22,3 | 22,1 | 22,1 | 22,2 | 21,9 | 21,6 | 20,8 | ⌀ | 21,5 |
|                       |      |      |      |      |      |      |      |      |      |      |      |      |   |      |
| Niederschlag (mm)     | 319  | 201  | 193  | 287  | 281  | 276  | 408  | 289  | 163  | 198  | 367  | 402  | Σ | 3384 |
|                       |      |      |      |      |      |      |      |      |      |      |      |      |   |      |
| Sonnenstunden (h/d)   | 5,1  | 5,5  | 5,7  | 5,8  | 5,5  | 4,3  | 3,9  | 4,7  | 5,1  | 5,3  | 4,9  | 4,9  | ⌀ | 5,1  |
|                       |      |      |      |      |      |      |      |      |      |      |      |      |   |      |
| Regentage (d)         | 16   | 14   | 13   | 13   | 15   | 16   | 21   | 18   | 13   | 15   | 17   | 18   | Σ | 189  |
|                       |      |      |      |      |      |      |      |      |      |      |      |      |   |      |
| Wassertemperatur (°C) | 27   | 26   | 26   | 27   | 28   | 28   | 28   | 28   | 29   | 28   | 27   | 27   | ⌀ | 27,4 |
|                       |      |      |      |      |      |      |      |      |      |      |      |      |   |      |
| Luftfeuchtigkeit (%)  | 84   | 84   | 85   | 83   | 86   | 86   | 88   | 86   | 85   | 82   | 86   | 84   | ⌀ | 84,9 |

| 20,3 |

| 20,3 |

| 20,9 |

| 21,6 |

| 22,2 |

| 22,3 |

| 22,1 |

| 22,1 |

| 22,2 |

| 21,9 |

| 21,6 |

| 20,8 |

| 20,3 |

| 20,3 |

| 20,9 |

| 21,6 |

| 22,2 |

| 22,3 |

| 22,1 |

| 22,1 |

| 22,2 |

| 21,9 |

| 21,6 |

| 20,8 |